# Lycophidion hellmichi
Lycophidion hellmichi – gatunek niewielkiego, jajorodnego, niejadowitego węża z rodziny Lamprophiidae.
Najdłuższa zanotowana samica mierzyła 34,5 centymetra, samiec zaś 42,7 centymetra.
Występuje w Afryce Południowej na terenie południowo-zachodniej Angoli i skrajnie północno-zachodniej Namibii; stwierdzenia z Demokratycznej Republiki Konga wydają się błędne.